# Ipaussu
Ipaussu é um município brasileiro do estado de São Paulo. Sua população estimada em 2015 era de 14.579 habitantes.

## História
Nas proximidades do rio Paranapanema e  de Santa Cruz do Rio Pardo viviam os índios Coroados.  Até  que, no final do século XIX dois mineiros partindo de Avaré, João Justino (vulgo João dos Santos) e João Correa de Miranda partiram para invasão de novas terras e ali, em um coqueiral  onde hoje é o marco zero de Ipaussu,  estabeleceram um povoado.

## Geografia

### Demografia
Dados do Censo - 2010
População total: 13.663
- Urbana: 12.588
- Rural: 1.075
- Homens: 6.893
- Mulheres: 6.770
- Densidade demográfica (hab./km²): 65,17
- Mortalidade infantil até 1 ano (por mil): 9,72
- Expectativa de vida (anos): 74,90
- Taxa de fecundidade (filhos por mulher): 2,27
- Taxa de alfabetização: 90,56%
- Índice de Desenvolvimento Humano (IDH-M): 0,795
- IDH-M Renda: 0,694
- IDH-M Longevidade: 0,832
- IDH-M Educação: 0,860

(Fonte: IPEADATA)

### Hidrografia

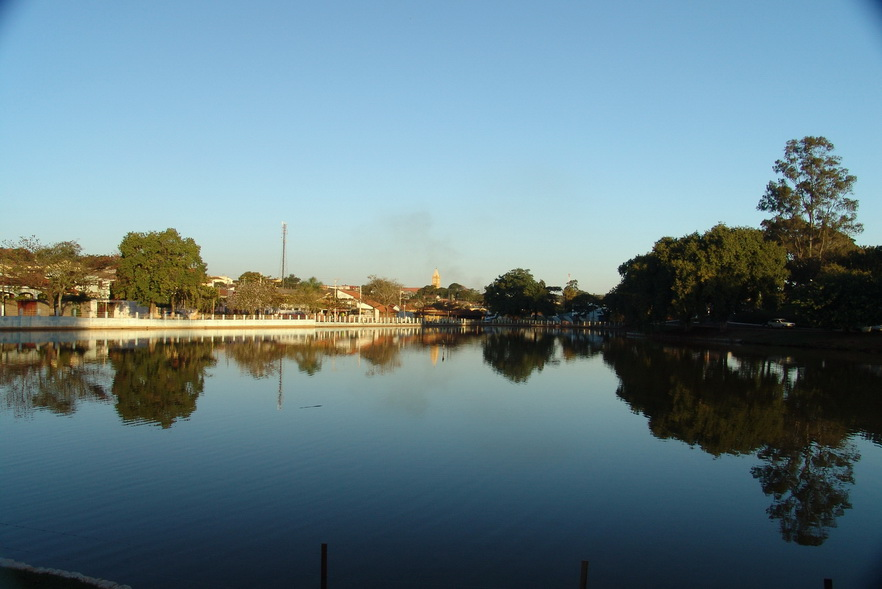
Lago no centro da cidade.

- Rio Paranapanema
- Lago Municipal

### Transporte
- Empresa Auto Ônibus Manoel Rodrigues

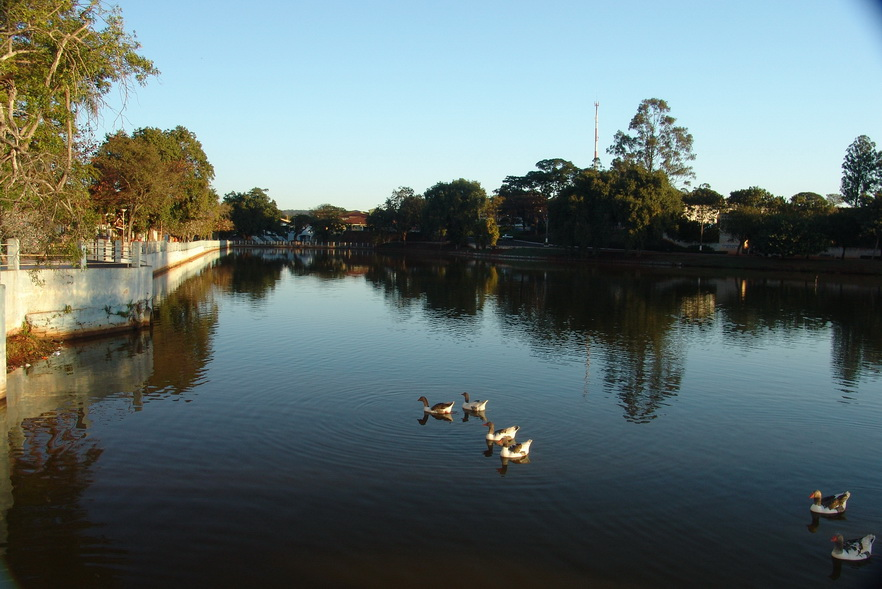
Lago no centro da cidade.

- Empresa Princesa do Norte

### Frota (2014)[5]
- Automóveis: 3.414
- Caminhões: 206
- Caminhões-trator: 23
- Caminhonetes: 363
- Caminhonetas: 156
- Micro-ônibus: 26
- Motocicletas: 710
- Motonetas: 203
- Ônibus: 57
- Tratores: 0
- Utilitários: 13

### Rodovias
- SP-270
- SP-225

### Ferrovias
- Linha Tronco da antiga Estrada de Ferro Sorocabana [6][7]

## Infraestrutura

### Comunicações
O sistema de telefones automáticos foi inaugurado na cidade em 1978 pela Telecomunicações de São Paulo (TELESP), que também implantou o sistema de discagem direta à distância (DDD) em 1978 com o código de área (0143). Anteriormente a cidade era atendida pela Companhia Telefônica Brasileira (CTB).
Na década de 90 o código DDD da cidade foi alterado para (014), para padronização do sistema telefônico com a telefonia celular que estava sendo implantada em todo o estado.

## Religião
O Cristianismo se faz presente na cidade da seguinte forma:

### Igreja Católica
- A igreja faz parte da Diocese de Ourinhos.[13]

### Igrejas Evangélicas
Entre as igrejas protestantes históricas, pentecostais e neopentecostais, encontram-se na cidade:
- Assembleia de Deus Ministério do Belém.[16][17]
- Congregação Cristã no Brasil.[18]